# St. Joseph (Beller)

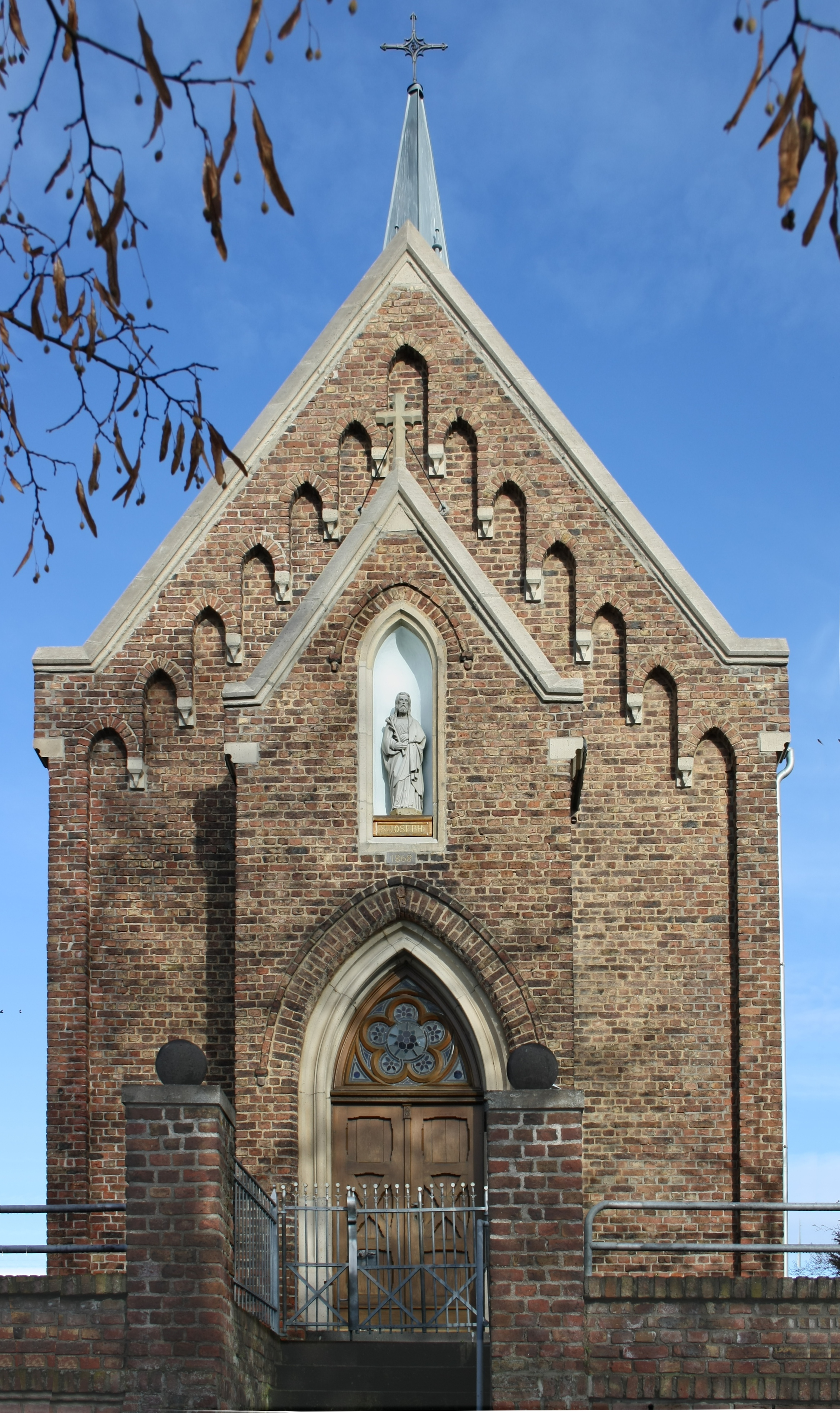
Kapelle St. Joseph in Beller

Die katholische Kapelle St. Joseph in Beller, einem Ortsteil der Gemeinde Grafschaft im Landkreis Ahrweiler in Rheinland-Pfalz, wurde 1869 errichtet. Die Kapelle ist ein geschütztes Kulturdenkmal.
Der Saalbau aus Backstein wurde 1869 eingeweiht und steht erhöht an der Straße nach Oeverich. Die Portalfassade ist im Giebel mit Blendarkaden auf skulptierten Konsolen gestaltet. Ein Risalit mit Dreiecksgiebel rahmt ein spitzbogiges Portal. In einer Giebelnische steht eine Statue des heiligen Josef, des Patrons der Kapelle. Ein Dachreiter mit einem achtseitigen Helm auf dem Satteldach bekrönt das Gebäude.